# Format belge
Le format belge (520 × 365 mm, 7 colonnes) est le format de plusieurs journaux quotidiens publiés en Belgique. Ce format est aujourd'hui quasi abandonné au profit du format berlinois qui est un peu plus petit. Le journal Le Progrès utilise encore en 2016 le format belge. Le journal Le Soir est au format belge de 2002 à fin 2004-début 2005.